# Nagroda za kostiumy na Festiwalu Polskich Filmów Fabularnych
Nagroda za kostiumy na Festiwalu Polskich Filmów Fabularnych w  Gdyni jest przyznawana w konkursie głównym od dwunastej edycji festiwalu, czyli od 1987 roku. Klasyfikację najczęściej nagradzanych kostiumologów otwiera Dorota Roqueplo, która zdobyła cztery nagrody. Magdalena Biedrzycka, Katarzyna Lewińska i Małgorzata Braszka otrzymały po trzy nagrody a Katarzyna Bartel, Ewa Krauze, Elżbieta Radke, Anna Englert, Andrzej Szenajch oraz Agata Culak po dwie. Nagrodą dla laureata jest 12 tysięcy złotych.

## Laureaci nagród[2]

### 1974–1979
- 1974: nie przyznawano
- 1975: nie przyznawano
- 1976: nie przyznawano
- 1977: nie przyznawano
- 1978: nie przyznawano
- 1979: nie przyznawano

### 1980–1989
- 1980: nie przyznawano
- 1981: nie przyznawano
- 1982: festiwal nie odbył się
- 1983: festiwal nie odbył się
- 1984: nie przyznawano
- 1985: nie przyznawano
- 1986: nie przyznawano
- 1987: Elżbieta Radke − Łuk Erosa
- 1988: Jolanta Jackowska − Schodami w górę, schodami w dół
- 1989: nie przyznano nagród regulaminowych

### 1990–1999
- 1990: Ewa Krauze − Pożegnanie jesieni
- 1991: Małgorzata Stefaniak − Femina
- 1992: Ałła Gribowa − Siwa legenda
- 1993: Małgorzata Ajzelt i Barbara Śródka-Makówka − Dwa księżyce
- 1994: Beata Olszewska − Cudowne miejsce
- 1995: Dorota Roqueplo − Prowokator
- 1996: Małgorzata Braszka − Poznań 56
- 1997: Stanisław Kulczyk − Darmozjad polski
- 1998: Magdalena Biedrzycka − Nic
- 1999: Magdalena Tesławska i Paweł Grabarczyk − Wrota Europy

### 2000–2009
- 2000: Małgorzata Zacharska − Daleko od okna
- 2001: Małgorzata Braszka − Przedwiośnie
- 2002: Elżbieta Radke − Tam i z powrotem
- 2003: Katarzyna Bartel i Aleksandra Staszko − Zmruż oczy
- 2004: Dorota Roqueplo − Mój Nikifor oraz Pręgi
- 2005: Ewa Krauze − Skazany na bluesa
- 2006: Anna Englert i Katarzyna Bartel − Chaos
- 2007: Magdalena Biedrzycka i Andrzej Szenajch − Jutro idziemy do kina
- 2008: Katarzyna Lewińska i Magdalena Jadwiga Rutkiewicz-Luterek − Boisko bezdomnych
- 2009: Anna Englert − Handlarz cudów oraz Wojna polsko-ruska

### Od 2010
- 2010: Magdalena Biedrzycka − Joanna
- 2011: Dorota Roqueplo − Sala samobójców oraz Młyn i krzyż
- 2012: nagroda ex-aequo
  - Katarzyna Lewińska − Sponsoring
  - Katarzyna Lewińska i Jagna Janicka − W ciemności
- 2013: Matylda Rosłaniec − Bejbi blues
- 2014: Małgorzata Braszka i Michał Koralewski − Jack Strong
- 2015: Dorota Roqueplo i Andrzej Szenajch − Hiszpanka
- 2016: Monika Kaleta – Zjednoczone stany miłości
- 2017: Agata Culak – Zgoda
- 2018: Monika Onoszko – Ułaskawienie
- 2019: Agata Culak – Ikar. Legenda Mietka Kosza